# River Teise
Der River Teise ist ein Wasserlauf in Kent, England. Er entsteht im Westen von Tunbridge Wells und fließt zunächst in südlicher Richtung. Westlich der Bayham Abbey wendet er sich nach Osten. Er fließt im Süden von Lamberhurst und wendet sich südwestlich von Goudhurst nach Norden. Südwestlich von Marden teilt sich der Fluss in zwei Arme (51° 9′ 28″ N, 0° 27′ 55″ O). Der östliche Arm fließt weiter als die Lesser Teise in nördlicher Richtung und mündet südöstlich von Yalding in den River Beult (51° 12′ 27″ N, 0° 27′ 16″ O). Der westliche Hauptarm fließt in nordwestlicher Richtung bis zu seiner Mündung in den River Medway westlich von Yalding unweit flussaufwärts der Twyford Bridge.